# Río Molochna
El río Molochna (en ucraniano: Молочна, translit.: Molochna: “lechoso”; en ruso: Молочная; translit.: Molóchnaya, conocido en la antigüedad como Γέρρος ποταμός en griego antiguo, Gerrhus o Gerrus) es un río del óblast de Zaporiyia, en Ucrania central. Desemboca a través del limán del Molochna en el mar de Azov. Su longitud es de 197 km y su cuenca hidrográfica es de 3450 km². Es de régimen nival. Su caudal medio es de 2.1 m³/s. Está sujeto a las inundaciones de verano, pero sobre todo las sufre en otoño e invierno. En una isla de su curso se encuentra el sitio arqueológico de Kamianá Mohila.

## Ciudades en su curso
- Tokmak
- Molochansk
- Melitópol